# میکائلا هاول
میکائلا هاول (انگلیسی: Mikaela Howell؛ زادهٔ ۱۲ ژوئیهٔ ۱۹۸۸) بازیکن فوتبال اهل انگلستان است که آخرین بار به عنوان هافبک برای اسکای بلو در لیگ ملی فوتبال زنان انگلستان بازی کرد.
وی همچنین در تیم‌های ملی فوتبال زیر ۱۵ سال زنان انگلستان و زیر ۱۷ سال زنان انگلستان بازی کرده است.